# Solomin

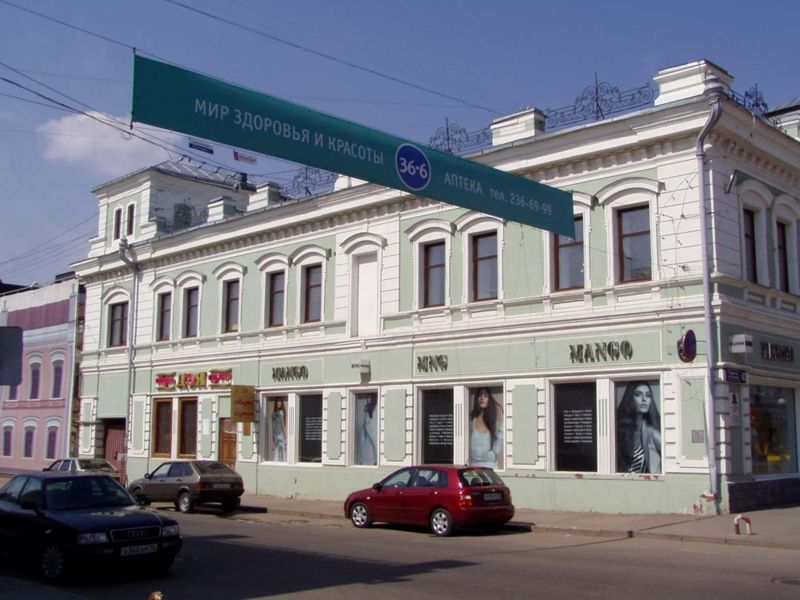
Solominska palatset i Kazan

Solomin är en gammal nordrysk familj som har gemensam härstamning med Aladin, Beznosov, Buruchin, Knutov, Musorgskij, Sapogov, Sudakov och Tsypljatev.